# Denis Bouanga
Denis Athanase Bouanga (Le Mans, 11 de novembro de 1994) é um futebolista franco-gabonês que atua como ponta-esquerda. Atualmente defende o Los Angeles FC.

## Carreira
Denis Bouanga fez parte do elenco da Seleção Gabonense de Futebol na Campeonato Africano das Nações de 2017.
Em Julho de 2018, integrou a equipe do Nîmes Olympique em um contrato de três anos, com valor pago de três milhões de euros ao FC Lorient, fez sua estreia na vitória de 3-4 no Angers e marcou seu primeiro gol na vitória de 3-1 no Olympique de Marseille. Terminando sua temporada com 9 gols e 2 assistências, sendo o artilheiro do time

## Títulos
Los Angeles FC
- MLS Cup: 2022
- MLS Supporters' Shield: 2022
- Lamar Hunt U.S. Open Cup: 2024

### Artilharias
- Liga dos Campeões da CONCACAF de 2023: (7 gols)
- MLS de 2023: (25 gols)